# Bonaventura Cerretti
Bonaventura Cerretti, né le 17 juin 1872 à Orvieto et mort le 8 mai 1933 à Rome, est un cardinal italien du début du XXe siècle.

## Biographie
Bonaventura Cerreti étudie à Spolète et à Rome. Après son ordination, il  travaille au secrétariat d'état et aux nonciatures en Mexique (en) et aux États-Unis. En 1914 il est élu archevêque titulaire de Philippopolis-en-Thrace (de) et est consacré le 19 juillet dans la même année par Rafael Merry del Val avec comme co-consécrateurs Giulio Serafini et Salvatore Fratocchi. Il est transféré la même année à l'archidiocèse titulaire de Corinthe. En 1914, il devient délégué apostolique pour l'Australie (en) et la Nouvelle-Zélande (en) et nonce apostolique en France de 1921 à 1926.
Le pape Pie XI le crée cardinal lors du consistoire du 14 décembre 1925. Cerretti est préfet du tribunal suprême de la Signature apostolique à partir de 1931 et camerlingue du Sacré Collège en 1933.
Il meurt le 8 mai 1933 à l'âge de 60 ans.

## Succession apostolique
Bonaventura Cerretti a ordonné les évêques suivants :
- Évêque Matthew Brodie (en) (1916)
- Archevêque Giovanni Castellani (en), O.F.M. (1929)

## Distinctions
- Grand-croix de la Légion d'honneur (Promotion 1925)[2]